# الحورية الصغيرة

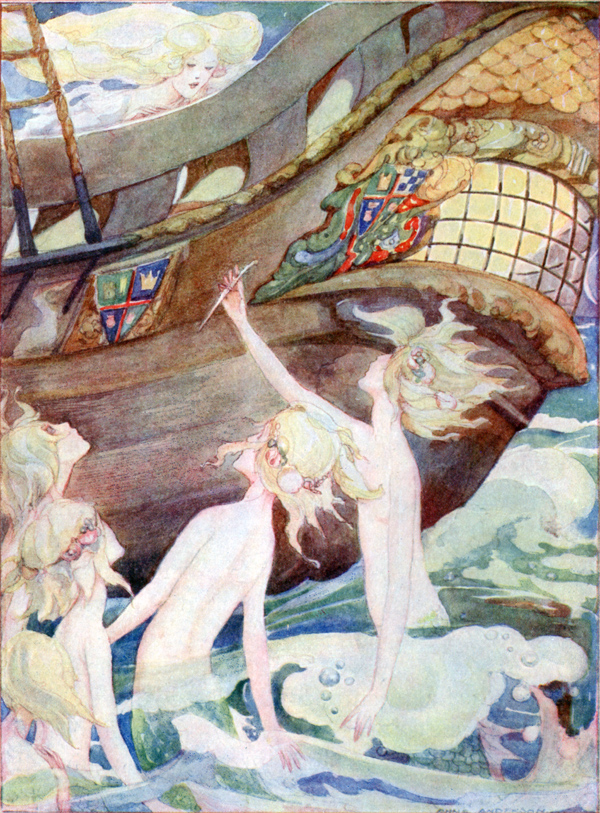
اخوات الحورية يعطين سكين حادة لأختهم

الحورية الصغيرة هي مسرحية بالية للكاتب والشاعر الدنماركي هانس كريستيان أندرسن وتم نشرها لأول مرة عام 1837م.

## القصة
في مسرحية البالية وعندما تنقذ الحورية الأمير، تبقى معه حتى تأتي فتاة من المعبد المجاور ومن ثم تعود إلى البحر. بعدها سألت الحورية جدتها عن البشر والتي قالت لها “البشر أيضاً يموتون مثلنا ومتوسط أعمارهم أقل بكثير منا. نحن نعيش حتى ثلاثمائة عام ولكن عندما نموت نتحول إلى زبد البحر، حتى إننا لا نملك قبوراً بين محبينا هنا فنحن لا نملك روحاً…تماماً مثل أعشاب البحر الخضراء: ما أن تُقطع حتى لا تنمو من جديد.” وتختتم الجدة كلامها بتحذير الحورية الصغيرة من رغبتها في روح بشرية لكن الحورية تذهب إلى ساحرة البحر التي تستقبلها بحفاء. حيث تخبر الساحرة الحورية أنه بعد غروب الشمس غداً عليها أن تصعد فوق سطح الماء وتشرب جرعة ستعطيها إياها. عندها سينقسم ذيلها ويصبح ساقين لكن العملية مؤلمة للغاية وستكون كما لو أن سيفا حاداً يمزق جسدها. ستكون مشيتها الرشيقة محط أنظار الجميع وسترقص كما لم يرقص أحد من قبل ولكن مع كل خطوة تخطيها ستتألم كثيراً كما لو أنها تسير على سكاكين حادة وحذرتها بأنها عندما تصبح بشراً فلن يمكنها العودة إلى عالم البحر ورؤية والدها أو شقيقاتها كما أن عليها أن تجعل الأمير يقع في حبها حباً صادق حتى ينسى أمه وأباه وإن تزوج غيرها فإنها ستذوب في ماء البحر في اليوم التالي لزفافه. لم تكتفي الساحرة بهذا فحسب بل طلبت ثمناً مقابل خدماتها وهو أخذ أغلى ما تملكه الحورية وهو صوتها الجميل. أي إنها ستفقد صوتها إلى الأبد ولن يكون هناك سبيل لإرجاعه. وافقت الحورية على كل هذه الشروط وحدث ما حدث ووجدت طريقها إلى الأمير. كان الأمير معجباً جداً برقص الحورية مما جعلها ترقص لها مراراً رغم أنها تتألم مع كل خطوة وفي الليل وبعد أن ينام كل من في القصر كانت تذهب إلى الشاطئ لتبريد قدميها من الألم وفي ليلة من الليالي وجدتها شقيقاتها اللاتي أصبحن يزرنها بتكرار وكذلك جدتها ووالدها اللذين نادراً ما يصعدان إلى سطح البحر. أملت الحورية –بعد أن قضت وقتاً طويلاً في قصر الأمير أن تصل مشاعرها إليه إلا أنه لم يفكر فيها يوماً كزوجة له بل كان عليه السفر للزواج بأميرة المملكة المجاورة تنفيذاً لأوامر والديه وكانت هي بصحبته على متن السفينة وعندما التقى تلك الأميرة اكتشف أنها نفس فتاة المعبد التي “ظنها” منقذته عندما غرق فسعد جداً بها وتقرر أن يتم الزواج في اليوم التالي. تألمت الحورية لكل الأحداث وكان بودها لو استطاعت الكلام لتخبر الأمير بحقيقة الأحداث إلا أنه ليس بوسعها شيء فمع إشراقة الشمس ستتحول إلى زبد البحر. وبينما كانت الحورية على سطح السفينة مهمومة بما سيحدث لها بعد دقائق معدودة جاءت شقيقاتها لرؤيتها. قامت الشقيقات بطلب المساعدة من الساحرة التي قامت بقص شعرهن الطويل في المقابل وأعطتهن سكيناً حادة كي يقدمنها لأختهن. كي تعود الحورية إلى طبيعتها عليها طعن الأمير في قلبه ومن ثم إسقاط قطرات من دمه على قدميها قبل بزوغ الشمس. لم تتبقى سوى دقائق معدودة ولكن الحورية لم تستطع قتل الأمير الذي تحبه فسارعت وألقت بنفسها في الماء حيث تلاشت بين زبد البحر مع إطلالة الشمس مضحية بحياتها في سبيل الأمير. لم تمت الحورية بعد بل تحولت إلى “شبح الهواء” وأخبرتها الأشباح الموجودة أنها لم تختفي لأنها أحبت الأمير بصدق ولكن كي تصبح روح عليها أن تقوم بأعمال حسنة لثلاثمائة عام وهناك طريقة لتسريع هذه السنوات عن طريق الذهاب إلى البيوت وإيجاد الأطفال الطيبين الذين يحسنون المعاملة ويتبعون نصائح والديهما فنبتسم لهم وعندها ستُحسم سنة كاملة من الثلاثمائة سنة لكن إن كان الطفل شقياً فستذرف الدموع ومع كل دمعة سيُضاف يوم كامل إلى الثلاثمائة سنة. هذه القصة المأساوية كانت تستخدم في العصر الفيكتوري لترهيب الأطفال وتشجيعهم على الالتزام بالآداب وإلا فإن أشباح الهواء –ومن بينهم حورية البحر الصغيرة ستعاني! وصف أحد النقاد هذه الطريقة “بالابتزاز”.

## مواضيع ذات صلة
- فيلم حورية البحر (فيلم 1989)
- تمثال حورية البحر الصغيرة